# Atelidea
Atelidea là một chi nhện trong họ Tetragnathidae.